# هنري روبرت
هنري روبرت (بالفرنسية: Henri Robert)‏ هو صانع عطور فرنسي، ولد في 1899 في غراس في فرنسا، وتوفي في 1987.